# Dolichoderus imitator
Dolichoderus imitator är en myrart som beskrevs av Carlo Emery 1894. Dolichoderus imitator ingår i släktet Dolichoderus och familjen myror. Inga underarter finns listade i Catalogue of Life.